# Cuora mouhotii
Cuora mouhotii är en sköldpaddsart som beskrevs av  Gray 1862. Cuora mouhotii ingår i släktet Cuora och familjen Geoemydidae. Internationella naturvårdsunionen kategoriserar arten globalt som starkt hotad. Inga underarter finns listade i Catalogue of Life.
Arten förekommer på det sydostasiatiska fastlandet från Indien och södra Kina till Myanmar, Laos och Vietnam.